# ProjeQtOr
ProjeQtOr — вільний серверний вебзастосунок для управління проєктами, розроблений Pascal Bernard. Активно підтримується й вдосконалюється.

## Історія й етимологія назви
Повна назва продукту Quality based Project Organizer, що вказує на орієнтованість продукту на якість (Quality) (тому й виділена буква Q в імені). Назва була змінена в листопаді 2013р. Попередня назва - Project'Or RIA (Project Organizer Rich Internet Application).
Стабільна версія 12 червня 2016 року - ProjeQtOr v.5.3.5.

## Можливості
- Керування завданнями
- Керування роботою та командою
- Відслудковування проблем (включає bug tracking)
- Підтримка складних проєктів з підпроєктами
- Розгортання ресурсів лише при необхідності
- Зберігання всіх документів проєкту в одному місці
- Ризик-менеджмент
- Менеджмент бюджету та витрат
- Спільна Web архітектура
- Можливість розширення функціоналу за допомогою  плагинів

## Ліцензія
Розповсюджується під ліцензією GLP V3.

## Мови
На цей час (v.5.4.0) підтримується 14 мов: англійська мова, французька мова, німецька мова, китайська мова, іспанська мова, українська мова, грецька мова, перська мова, хорватська мова, російська мова, данська мова, японська мова, італійська мова, португальська мова.